# Валирийские языки
Валири́йские языки́ — вымышленная языковая семья из серии фантастических романов Джорджа Р. Р. Мартина «Песнь льда и огня» и основанных на них телесериалов «Игра престолов» и «Дом Дракона».
В романах часто упоминается высокий валирийский язык и языки его потомков, но они не раскрываются дальше нескольких слов. Для телесериала «Игра престолов» создатель языка Дэвид Питерсон создал высокий валирийский язык, а также производные языки — астапорский и миэринский диалекты. Валирийский и дотракийский язык, тоже разработанный Питерсоном, были описаны как «наиболее убедительные вымышленные языки со времён эльфийского».
31 октября 2016 года в языковом инкубаторе Duolingo начал создаваться курс высокого валирийского языка для англоговорящих. Дэвид Дж. Питерсон является одним из авторов курса. Бета-версия была выпущена 12 июля 2017 года. В апреле 2019 года курс был обновлён в преддверии восьмого и последнего сезона «Игры престолов».

## Создание
В мире «Песни льда и огня» высокий валирийский язык занимает культурную нишу, схожую с нишей латыни. Это язык древней Валирии — державы, когда-то завоевавшей значительную часть восточного континента Эссос, но разрушенной природным катаклизмом. Для западного континента Вестерос, где происходит основная часть действия книг, он чужд, и Первые люди, населявшие Вестерос в древности, едва ли знали на нём хоть слово. Питерсон описывал валирийские языки как меняющиеся со временем: породившая валирийский язык цивилизация погибла, а народы и страны, продолжающие им пользоваться, говорят на расходящихся и отличающихся друг от друга диалектах валирийского.
Чтобы создать дотракийский и валирийский языки, на которых будут говорить в «Игре престолов», HBO выбрала создателя языка Дэвида Дж. Питерсона в ходе конкурса среди конлангеров. Продюсеры предоставили Питерсону большую свободу действий в разработке языков, поскольку, по словам Питерсона, сам Джордж Р. Р. Мартин не очень интересовался лингвистическим аспектом своих работ. В уже опубликованных романах есть лишь несколько слов высокого валирийского языка, включая valar morghulis («все люди должны умереть»), valar dohaeris («все люди должны служить») и dracarys («драконий огонь»). Для предстоящего романа «Ветры зимы» Питерсон предоставил Мартину дополнительные валирийские переводы.
Питерсон заметил, что он считает выбор Мартином слова dracarys неудачным из-за его предполагаемого сходства с латинским словом draco, обозначающим дракона. Поскольку латинский язык не существует в вымышленном мире «Песни льда и пламени», Питерсон решил рассматривать сходство как случайное и сделал dracarys независимой лексемой. Его вариант на высоком валирийском — zaldrīzes. С другой стороны, фразы valar morghulis и valar dohaeris стали основой системы спряжения языка. Другое слово, trēsy, означающее «сын», было придумано в честь 3000-го подписчика Питерсона в Твиттере.
Питерсон не создавал для высокого валирийского систему письменности, но он отметил, что «думал о чём-то более похожем на египетскую систему иероглифов — не обязательно по стилю, но по их функциональности. У египтян был своего рода алфавит, пара систем, основанных на фонетике, и логографии, наложенных друг на друга». В эпизоде третьего сезона «Медведь и прекрасная дева» героиня Талиса пишет письмо на валирийском языке латинскими буквами, потому что, по словам Питерсона, «было нецелесообразно создавать целую систему письма для того, что в конечном итоге является чем-то вроде одноразового выстрела».
В начале июня 2013 года в высоком валирийском языке было 667 слов.

## Фонология

### Согласные[12][13]
|               | Губные | Дентальные | Альвеолярные | Палатальные | Заднеязычные | Увулярные | Глоттальные |
| ------------- | ------ | ---------- | ------------ | ----------- | ------------ | --------- | ----------- |
| Носовые       | m      |            | n            | ɲ           |              |           |             |
| Взрывные      | p b    |            | t d          | j           | k g          | q         |             |
| Фрикативные   | v      | θ          | s z          | j           | x ɣ          | x ɣ       | h           |
| Аппроксиманты | v      |            |              | j           |              |           |             |
| Дрожащие      |        |            | r̥ r          |             |              |           |             |
| Боковые       |        |            | l            | ʎ           |              |           |             |

### Гласные[13]
|         | Передние | Средние | Задние |
| ------- | -------- | ------- | ------ |
| Верхние | i y      |         | u      |
| Средние | e        |         | o      |
| Нижние  |          | a       | a      |

## Грамматика
В высоком валирийском есть четыре грамматических числа: единственное, множественное, паукальное и собирательное. Например:
|           | ед. ч.  | мн. ч.  | п. ч.             | с. ч.       |
| --------- | ------- | ------- | ----------------- | ----------- |
| Выс. вал. | vala    | vali    | valun             | valar       |
| Русск.    | мужчина | мужчины | некоторые мужчины | все мужчины |

Существительные имеют восемь падежей: именительный, винительный, родительный, дательный, местный, творительный, комитатив и звательный, хотя творительный и комитативный падежи различаются не во всех склонениях, и родительный, дательный и местный падежи не всегда различаются во множественном числе.
Есть четыре грамматических рода, которые не совпадают с биологическим полом: лунный (hūrenkon qogror), солнечный (vēzenkon qogror), земной (tegōñor qogror) и водный (embōñor qogror). Одушевленные и индивидуализируемые существительные обычно относятся к лунному или солнечному родам, в то время как другие существительные обычно относятся к земному или водному родам. Названия родов происходят от самих существительных, которые являются прототипами представителей каждого пола. Многие продукты питания и растения (часто оканчивающиеся на -on) относятся к земному роду.
|       | ед. ч. | мн. ч.  | п. ч.   | с. ч.   |
| ----- | ------ | ------- | ------- | ------- |
| И. п. | vala   | vali    | valun   | valar   |
| В. п. | vale   | valī    | valuni  | valari  |
| М. п. | valā   | valoti  | valunna | valarra |
| Р. п. | valo   | valoti  | valuno  | valaro  |
| К. п. | valoma | valoti  | valunta | valarta |
| Д. п. | valot  | valis   | valussa | valarza |
| З. п. | valus  | valossi | valussa | valarza |
| Т. п. | valosa | valommi | valumma | valarma |

|       | ед. ч.  | мн. ч.    | п. ч.    | с. ч.    |
| ----- | ------- | --------- | -------- | -------- |
| И. п. | loktys  | loktyssy  | loktyn   | loktyr   |
| В. п. | lokti   | loktī     | loktyni  | loktyri  |
| М. п. | loktȳ   | loktī     | loktynny | loktyrry |
| Р. п. | lokto   | loktoti   | loktyno  | loktyro  |
| Д. п. | loktot  | loktoti   | loktynty | loktyrty |
| З. п. | loktys  | loktyssys | loktyssy | loktyrzy |
| Т. п. | loktomy | loktommi  | loktyssy | loktyrzy |
| К. п. | loktomy | loktommi  | loktymmy | loktyrmy |

Спряжения глаголов были описаны только в единственном и множественном числе.
Прилагательные имеют три класса склонения. Как и у глаголов, у прилагательных есть только две числовые формы: единственное число, которое также используется для собирательного числа, и множественное число, также используемое для паукальных чисел. Прилагательные могут быть как препозитивными (например, «белый ботинок»), так и постпозитивными (например, «тело политическое»).

## Валирийский Вольных Городов
В мире романа и телесериала девять Вольных Городов Эссоса говорят на местных вариантах валирийского языка, известных как «бастардский валирийский». В «Танце с драконами» персонаж Тирион Ланнистер описывал эти диалекты так: «в девяти Вольных Городах говорят теперь на девяти диалектах, обещающих стать полноценными языками».

### Диалекты Залива Работорговцев
Рабовладельческие города Залива Работорговцев — это земли древней Гискарской Империи, которая была завоевана и аннексирована Валирией, поэтому они говорят на родственных языках, происходящих от высокого валирийского, с субстратом местных гискарских языков. Питерсон отметил, что в отношении словарного запаса производных языков: «Если в нем есть буква „j“ не там, где положено, это, вероятно, гискарское происхождение».

#### Астапорский валирийский
И это потому, что мне нравится изгиб её задницы.
Первым производным валирийским языком, представленным в сериале, был астапорский валирийский, разновидность из города Астапор в Заливе Работорговцев. Он появился в премьерном эпизоде третьего сезона «Валар Дохаэрис». Питерсон создал астапорский валирийский, сначала написав текст на высоком валирийском языке, а затем применив серию обычных грамматических и звуковых изменений, чтобы имитировать изменения в естественных языках за длительный период времени.
Астапорский валирийский потерял все долгие гласные (обозначаемые макроном) и большинство дифтонгов. В результате Dovaogēdy (do.vao.ˈɡeː.dy), в переводе с высокого валирийского «безупречный», в астапорском валирийском стал Dovoghedhy (do.vo.ˈɣe.ði). Также астапорский валирийский потерял падежную систему высокого валирийского языка, поэтому порядок слов поменялся: субъект-глагол-объект, а четыре рода высокого валирийского языка были сокращены до двух с тремя определёнными артиклями: ji [ˈʒi] (одушевленное единственное число, производное от высокого валирийского ziry [ˈzi.ry] «он/она (винительный падеж)»), vi [ˈvi] (неодушевленное единственное число, производное от высокого валирийского ūī [ˈuː.iː] «оно (винительный падеж)»), и po [ˈpo] (множественное число, производное от высокого валирийского pōnte [ˈpoːn.te] «их (винительный падеж)»). Существует также неопределенный артикль me [ˈme], образованный от высокого валирийского mēre [ˈmeː.re] («один»). Ударение в словах менее предсказуемо, чем в высоком валирийском, но ударение в командах ставится в конце слова (например: ivetrá).

#### Миэринский валирийский
Хочешь выпить вина с этими мужчинами? Мужчин, которые вырвали нас из рук наших матерей и продали с аукциона, как скот?
Миэринский валирийский появляется в 4 и 6 сезонах «Игры престолов». Как и в астапорском валирийском, в нём отсутствовали долгие гласные, а также звук /y/. Однако его фонология значительно больше отличается от высокого валирийского, например: «Безупречный» — это Thowoá (θo.woˈa), тогда как в высоком валирийском языке это Dovaogēdy (do.vao.ˈɡeː.dy), а в астапорском валирийском это Dovoghedhy (do.vo.ˈɣe.ði).